# Wendy Choo
Karen Yu (ur. 18 stycznia 1992 roku w Queens) – amerykańska wrestlerka chińskiego pochodzenia, lepiej znana pod swoimi pseudonimami ringowymi Karen Q i Wendy Choo.

## Życiorys
Karen Yu urodziła się 18 stycznia 1992 roku w Queens w Nowym Jorku. Wychowywała się w rodzinie pochodzenia chińskiego.
Ukończyła z wyróżnieniem szkołę średnią Benjamin N. Cardozo High School. Następnie ukończyła szkołę wyższą Queens College z wyróżnieniem cum laude w 2013 roku. Zdobyła tytuł bachelor’s degree z wychowania fizycznego. W międzyczasie trenowała między innymi gimnastykę, siatkówkę i skoki do wody. W 2015 roku ukończyła studia na Lehman College, zdobywając tytuł Master of Arts z nauczania.
Co najmniej do 2014 roku pracowała jako nauczycielka wychowania fizycznego.

## Kariera wrestlerska
Trenowała pro wrestling w Gleason’s Gym. Jej trenerem był Johnny Rodz. Następnie kontynuowała naukę i treningi w Team Adams Pro Wrestling Academy pod nadzorem Damiana Adamsa w Wharton w New Jersey. Zaadaptowała hybrydowy styl wrestlerski, który łączy w sobie ciosy inspirowane sztukami walki z niebezpiecznie wyglądającymi chwytami wymuszającymi poddanie się.
W 2014 roku debiutowała jako pro wrestlerka. Występowała w takich organizacjach jak East Coast Wrestling Association, Northeast Wrestling, Ring of Honor, RISE Wrestling, Victory Pro Wrestling i Women's Wrestling Revolution. Początkowo posługiwała się swoim prawdziwym imieniem, Karen Yu, ale już w 2015 roku przyjęła pseudonim ringowy Karen Q, którym posługiwała się przez wiele lat.
W 2018 roku została wybrana do drugiej edycji turnieju Mae Young Classic, organizowanego przez WWE. W tym samym roku wystąpiła na swojej pierwszej gali pay-per-view. Była to Final Battle organizowana przez Ring of Honor.
W 2019 roku WWE oficjalnie poinformowało, że Karen Yu zalicza się do nowego narybku w WWE Performance Center, firmowej szkoły wrestlingu, której celem jest trening specjalnie w celu przygotowania do pracy w WWE. W tym samym roku zaczęła występować na galach NXT. W lipcu złamała nogę w czasie jednej z gal i zawiesiła karierę na resztę roku w celach rechabilitacyjnych.
Na początku 2021 roku powróciła z nowym gimmickiem. Od tej pory nosiła pseudonimem Mei Ying i odgrywała postać tajemniczej antycznej kobiety z mocami paranormalnymi. Stanęła też na czele stajni Tia Sha, do której należały także Xia Li i Big Boa, które miały być pod kontrolą mocy Mei Yiing.
Pod koniec 2021 roku z powodu przeniesienia Xia Li i Big Boa do głównych programów organizacji, Karen Yu ponownie zmieniła gimmick, tym razem na komediowy. Zmieniła pseudonim na Wendy Choo. Zaczęła występować w piżamie, często zasypiać i oparła swoją osobowość oraz styl walki w nawiązaniu do spania. Jednym z jej charakterystycznych ruchów stał się Elbow Drop wykonywany z dłoniami przy uchu ułożonymi w poduszkę.